# طواف برغش 2015
طواف برغش 2015 (بالإنجليزية: 2015 Vuelta a Burgos)‏ هو سباق دراجات هوائية أقيم بتاريخ 4 أغسطس – 8 أغسطس، تكون السباق من 5 مراحل.

## وصلات خارجية
- طواف برغش 2015 على موقع إحصائيات الدراجات الإحترافية (الإنجليزية)